# Леутари I
Леутари I (Leutharius/Λεύθαρις, на немски: Leuthari, † 554) е от 536 г. до смъртта си алемански херцог. Той е брат на Бутилин.

## Биография
Леутари I и брат му Бутилин са първите алемански херцози (dux), назначени от франкския крал Теодебалд.
През 553/554 г. двамата братя участват в неуспешен франкски поход от долината на река По до Месина против римския генерал Нарсес.